# Seznam německých názvů obcí a osad v Česku

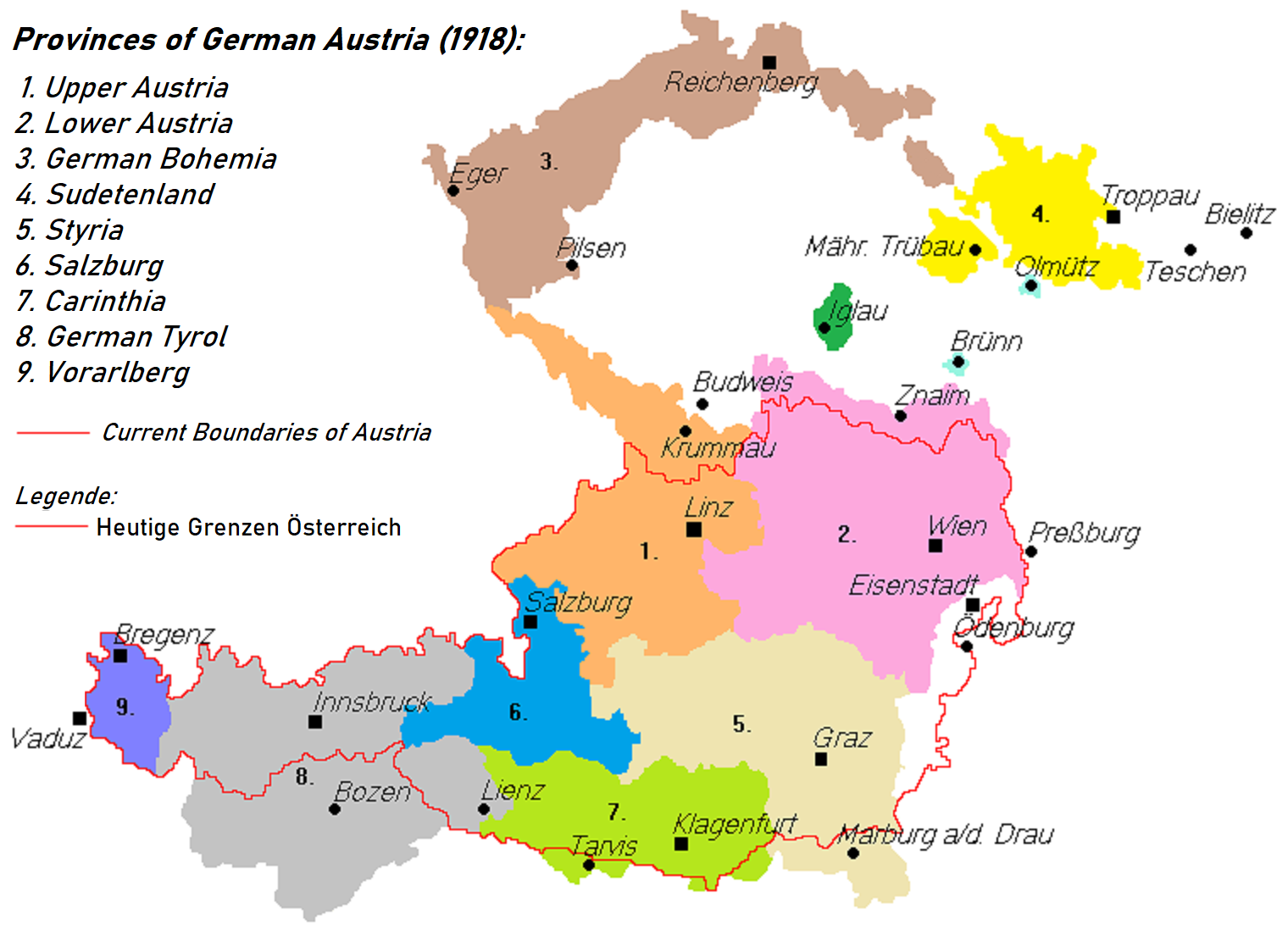
Oblasti s německojazyčným osídlením na mapě Německého Rakouska (před r. 1918)

Tento seznam obsahuje německé názvy (exonyma) českých obcí, resp. jedná se o rozcestník na jednotlivé seznamy sestavené dle počátečních písmen názvů českých obcí.
Měl by sloužit pro orientaci v starých písemných pramenech, mapách atd., nikoliv pro prostý překlad českých názvů měst do němčiny. Většina z těchto německých názvů by při použití v současnosti byla i německým rodilým mluvčím nesrozumitelná (např. německý název Kroměříže Kremsier). 
Co se týče oficiálních názvů v češtině, po druhé světové válce došlo ke změně mnoha názvů německého původu na české (např. Falknov nad Ohří (z něm. Falkenau an der Eger) na Sokolov).
Ve starších dílech mohou být názvy psány odchylným pravopisem od toho současného, například Neü Stein (Najštejn), Unter Iörgenthal (Dolní Jiřetín), KonigStadtel (Městec Králové), Pržestawlk (Přestavlky) nebo Lhota Saržetzka (Zářecká Lhota) v Müllerově mapě Čech z roku 1757.